# Lionel Batiste

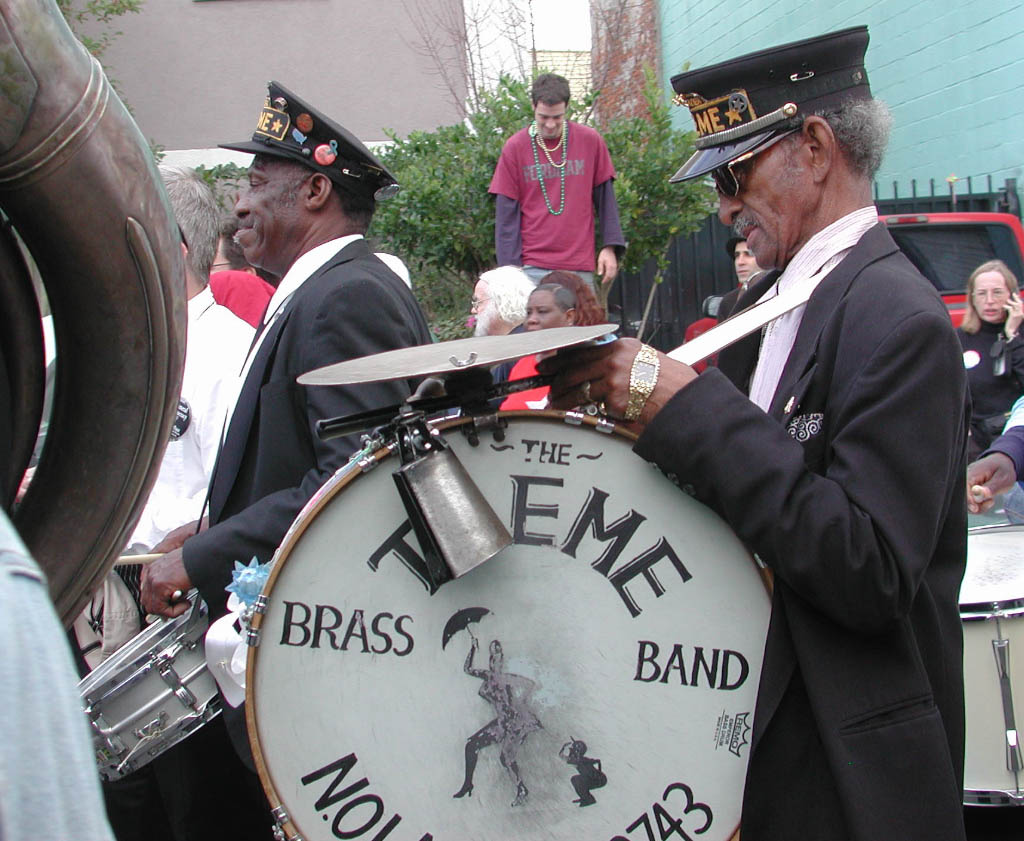
„Uncle“ Lionel Batiste (r.) als Basstrommler 2005

„Uncle“ Lionel Paul Batiste Jr. (* 1. Februar 1931 in New Orleans, Louisiana; † 8. Juli 2012 ebenda) war ein US-amerikanischer Jazz- und Blues-Musiker (Gesang, Basstrommel, Perkussion).

## Werdegang
Batiste begann seine Karriere als Musiker bereits in jungen Jahren, als er in der Dirty Dozen Kazoo Band und dann 1942 Basstrommel in der Band Square Deal Social & Pleasure Club spielte. Später spielte er in anderen Marching Bands und machte in seiner Heimatstadt auch Straßenmusik mit Pork Chop & Kidney Stew. Er trat 1986 auf dem Montreux Jazz Festival mit der Dirty Dozen Brass Band auf, deren Mitglied er bis 1994 war, und spielt auch auf mehreren Alben der Formation mit, wie Voodoo (1989), The New Orleans Album (1990) und Plays Jelly Roll Morton (1993). Anschließend blieb er vor allem als Basstrommler, Sänger und stellvertretender Leiter der 1995 gegründeten Treme Brass Band bekannt, mit der er zwei Alben aufnahm. Auf dem Jazzfestival in Molde leitete er seit 2000 die Parade.
Batiste wirkte auch in der Fernsehserie Treme und bei Aufnahmen von Elvis Costello und Zachary Richard mit; er hatte 2012 auf dem New Orleans Jazz and Heritage Festival einen letzten Auftritt.

## Wirkung
Der Trompeter Kermit Ruffins bezeichnet ihn als stilprägenden Einfluss. Dennis González widmete ihm auf seinem Album Hymn for the Perfect Heart of a Pearl (1990) das abschließende Stück.

## Diskographische Hinweise

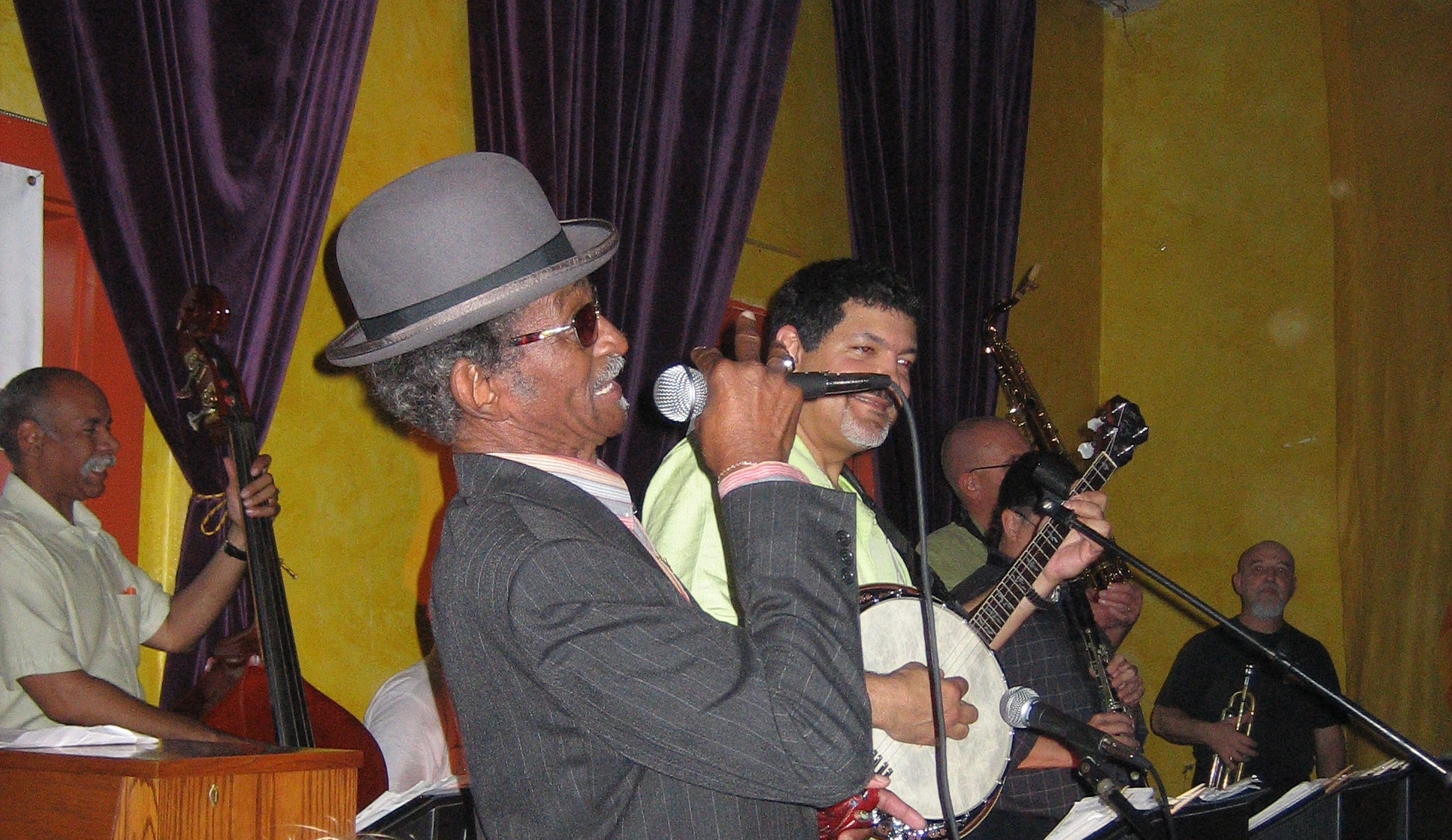
„Uncle“ Lionel Batiste (mit Hut) mit „Papa“ Don Vappie

- Lars Edegran presents Uncle Lionel (GHB Records, 2005)